# L'udienza
L'udienza és una pel·lícula dramàtica franco-italiana del 1972 dirigida per Marco Ferreri, coautor de l'argument juntament amb Rafael Azcona. Va participar en el 22è Festival Internacional de Cinema de Berlín. Fou seleccionada entre les 100 film italiani da salvare

## Sinopsi
Amedeo és un jove tímid i incòmode del nord que va a Roma amb la ferma intenció de parlar amb el Papa, "també en el seu interès", i està disposat a fer qualsevol cosa per tenir èxit. De cap manera, però, no té intenció de revelar a ningú per què cal que parli amb el pontífex.
A causa del seu comportament estrany i potencialment perillós, Amedeo és seguit pel comissari Aureliano Díaz, que, en un intent de distreure’l de les seves intencions, li presenta una bella i comprensiva prostituta, Aiche. Aquesta última el presenta al príncep Donati, de qui és enviat de tornada al pare Amerin i després a un famós teòleg belga que li dona una esperança de poder tenir una entrevista amb el pontífex. Però no serveix de res.
Amedeo, que no entén per què un catòlic no pot conèixer el papa, tossudament continua donant voltes per diverses oficines del Vaticà demanant ser rebut, guanyant-se l'odi de Díaz per la seva tossuderia. Aleshores, Amedeo prova la targeta d'accions sensacionals per parlar amb el papa. Fins i tot arriba a enviar missatges al papa amb una mena de bufet i és internat en un convent; més tard, després d’intentar superar les barreres durant una cerimònia, és ingressat a psiquiatria.
Al final, abandonat per tothom, fins i tot per la bona Aiche, Amedeo va morir de nit sota la columnata de Sant Pere, abatut per una pneumònia. La mort d’Amedeo sembla tancar el cas i suposa un alleujament per al comissari Díaz, quan de sobte un jove truca a la porta del Vaticà: li agradaria parlar amb el papa.

## Repartiment
- Enzo Jannacci - Amedeo
- Claudia Cardinale - Aiche
- Ugo Tognazzi - Aureliano Diaz
- Michel Piccoli - Pare Amerin
- Vittorio Gassman - Principe Donati
- Alain Cuny - Pare jesuita
- Daniele Dublino - Cardenal espanyol
- Sigelfrido Rossi
- Irena Oberberg - Luisa
- Maalerer Bergier - Cardenal alemany
- Dante Cleri
- Luigi Scavran
- Giuseppe Ravenna - Secretaria
- Mario Jannilli - Un guàrdia suís
- Enzo Mondino
- Attilio Pelegatti -
- Bruno Bertocci - Cardenal Osta